# La noche del cazador (película de 1955)
La noche del cazador (The Night of the Hunter) es una película estadounidense dirigida por Charles Laughton en 1955. El guion está inspirado en la novela homónima de Davis Grubb, que había sido publicada en 1953.

## Argumento
(Se relata la historia completa). Durante la dura Gran Depresión, Ben Harper está en la cárcel por el robo y asesinato de dos hombres. Antes de entrar en prisión oculta el dinero en la muñeca con que juega su hija Pearl en presencia de su otro hijo John, a quien hace jurar que nunca dirá nada. Los remordimientos de conciencia hacen que hable en sueños y su compañero de celda, el falso reverendo Harry Powell (que lleva tatuada palabra LOVE (amor) en los nudillos de la mano derecha y HATE (odio) en los de la izquierda) intenta averiguar dónde escondió el dinero. Finalmente Ben Harper es ahorcado. Cuando Harry Powell sale de la cárcel, va a la búsqueda del dinero; para conseguirlo se casa con la viuda de Harper, Willa. Pero pronto ella descubre su juego, por lo que Powell la mata y, sospechando que los hijos saben dónde está el dinero, amenaza a John hasta lograr que la aterrorizada Pearl confiese. Pero los niños logran salvarse y, tras una aterradora huida río abajo, se refugian en una granja donde la estricta pero amable anciana solterona Rachel Cooper acoge a niños sin hogar. Por una indiscreción de una joven que vive con Rachel, Harry Powell consigue localizar a Pearl y John, pero gracias al valor de Rachel, acaba herido en el granero. Cuando la policía (que ya sabe de la muerte de Willa) llega para arrestarle, John, recordando el arresto de su padre, se derrumba y vacía la muñeca enfrente de todo el mundo. Durante el juicio de Harry Powell se niega a testificar, pero a pesar de todo el falso predicador es condenado y una turba enfurecida trata de lincharlo, si bien la policía logra protegerle (no obstante, el verdugo del condado se recrea diciendo que pronto verá a Powell). Al final de la película, se ve a Pearl y John celebrando felices la Navidad con Rachel y sus otras "hijas", que ahora constituyen una nueva familia para los dos huérfanos.

## Reparto
- Robert Mitchum ... Reverendo Harry Powell
- Shelley Winters ... Willa Harper
- Lillian Gish ... Rachel Cooper
- Billy Chapin ... John Harper
- Sally Jane Bruce ... Pearl Harper
- James Gleason ... Tío "Birdie" Steptoe
- Evelyn Varden ... Icey Spoon
- Don Beddoe ... Walt Spoon,
- Peter Graves ... Ben Harper
- Gloria Castillo ... Ruby
- Paul Bryar ... Bart el Colgado (sin acreditar)